# Earthdawn
Earthdawn est un jeu de rôle médiéval-fantastique édité par la FASA Corporation à partir de 1993 pour la première édition et par Living Room Games pour la seconde édition. Earthdawn se déroule dans un univers médiéval fantastique assez classique peuplé d'elfes, de nains, de trolls etc. Cependant, malgré un classicisme apparent, Earthdawn se démarque par un aspect post-apocalyptique et une omniprésence de la magie. En effet tous les personnages, lieux, objets, aptitudes et talents sont liés, utilisent ou découlent de la magie et ont été touchés d'une manière ou d'une autre par « Le Châtiment ».
Il est intéressant de souligner que Earthdawn se passe dans le lointain passé de Shadowrun, un jeu de rôle cyber-punk également édité par FASA, où l'on y retrouve certains personnages mythiques d'Earthdawn, tel que Harlequin.

## Le jeu, la base

### Les peuples
Earthdawn différencie les donneurs-de-noms des autres espèces vivantes. Sur les dix principaux peuples de donneurs-de-noms, huit sont jouables : les elfes, les humains, les nains, les obsidiens, les orks, les windlings, les trolls et les t'skrangs.
Les elfes posséderaient des archives fragmentaires qui donneraient tous ces donneurs-de-noms comme descendants d'une lignée humaine que la magie aurait altérée au fil du temps. Une telle théorie est plus que réfutée par la plupart des érudits des Barsaive.
Les deux autres peuples, les dragons et les horreurs, ne sont évidemment pas accessible aux joueurs. Il existe d'autres peuples exotiques mais ils sont soit extrêmement minoritaires, soit inexistants en Barsaive.

#### Les elfes
Les elfes ordinaires sont des humanoïdes grands et fins, aux oreilles pointues qui se déplacent avec grâce. La couleur de leur peau varie en fonction des tribus et de leur région d'origine, pouvant aller du blanc pâle au noir de jais. Certains ont même la peau vert pâle ou cetharel (une couleur iridescente et nacrée) mais ils sont rares. Ils sont peu poilus mais leurs barbes et leurs cheveux peuvent prendre des teintes tout aussi inhabituelles comme violet, bleus voire de couleur métallique. Ils peuvent vivre jusqu'à 300 ou 400 ans. On peut aussi trouver des elfes de la forêt de "Blood Wood" (cette forêt était très accueillante avant le Fléau mais les elfes, pour se protéger, ont fait un rituel de magie du sang et ils se sont corrompus. Maintenant quand on va aux abords de cette forêt, on voit juste un énorme bosquet de ronces infranchissables). On peut reconnaître ces elfes grâce aux petits pics qu'ils ont sur la tête. Ils méprisent les elfes ordinaires. Ces derniers, ainsi que les autres donneurs-de-noms les craignent pour leur abominable beauté.

#### Les humains
Les humains dEarthdawn sont semblables aux humains du monde réel. Ils sont le deuxième peuple le plus représenté de Barsaive, après les nains.

#### Les nains
Les nains d'Earthdawn sont similaires d'apparence à ceux des univers médiévaux-fantastiques classiques comme celui de Tolkien ou de D&D : ils sont petits et trapus, dotés d'une importante pilosité. Leurs oreilles sont légèrement pointues mais de façon moins prononcée que celles des elfes. Il s'agit du peuple le plus représenté en Barsaive et la langue naine est considérée comme la langue commune. Le Royaume nain de Throal est le principal barrage au retour de Théra en Barsaive.
Les nains peuvent vivre environ 100 ans.

#### Les obsidiens
Les obsidiens mesurent bien souvent plus de 2 mètres et pèsent plus de 400 kg : leur chair organique se mêle à de la pierre, parfois même dans certaines familles à des pierres semi-précieuses. Leur peau est extrêmement résistante. Ils sont glabres et possèdent des oreilles internes. Contrairement aux autres peuples de donneurs-de-noms, ils n'ont pas de genre et ne procréent pas comme eux. Ils sortent de leur « roche de vie », pierre imprégnée d'un esprit élémentaire. Ils passent le premier siècle de leur existence attaché à cette roche de façon consciente mais léthargique appelée la Rêverie. Ils reçoivent ensuite un nom et peuvent se déplacer comme ils le souhaitent. Ils passent cependant régulièrement à leur roche de vie, de plus en plus longtemps au fur et à mesure qu'ils vieillissent, jusqu'à y rester définitivement. Les obsidiens peuvent vivre jusqu’à 1300 ans mais ils passent souvent leurs derniers siècles accrochés à leur roche de vie.
Les obsidiens sont très rares en Barsaive.

#### Les orques
Les orques sont forts et larges, particulièrement musclés. Leurs canines inférieures dépassent sur la lèvre supérieure, ce qui leur donne un air typique. Leurs poils sont drus, clairsemés et raides et ils ne possèdent que peu ou pas de cheveux. La couleur de leur peau varie, du vert olive au beige, rosée, cuivrée ou noire. Ils ont des oreilles pointues mais peu allongées. Un ork peut vivre environ 40 ans. Ils peuvent vivre n'importe où mais sont souvent regroupés dans des tribus nomades dans lesquelles ils vivent sous l'autorité du chef de clan et du chaman. Le lieu où les orques se tiennent le plus souvent est Cara Fard : cet avant-poste de Barsaive permet souvent d'empêcher les Tehrans(voir suite) d'entrer dans Barsaive et de coloniser cette terre.

#### Les t'skrangs
Les t'skrangs sont des humanoïdes lézards de taille humaine. Ils possèdent une queue préhensile qui peut leur servir au combat. Ils sont très présents dans les environs des lacs et des rivières où ils s'organisent en clans marchands (Et pirates aussi). Ils sont d'un naturel expansif et sont très ouverts à la conversation, que ce soit pour négocier un accord commercial ou pour animer une joute verbale.

#### Les windlings
Les windlings sont des humanoïdes de petite taille, environ 45 cm, dotés d'une paire d'aile double ressemblant à celles des libellules. Leur peau dépend de leur environnement : les windlings vivant sur la banquise sont d'un blanc neigeux, jaune-orangé sur une plaine fleurie, bleue sur les toits d'ardoise de Travar. Elle change après deux ou trois mois passé dans un nouvel environnement. Ils possèdent une pilosité peu développée et des oreilles encore plus pointues que celles des elfes. Ils peuvent vivre jusqu’à 170 ans mais ne vieillissent pas le moins du monde physiquement. Ils sont d'ailleurs connus pour leur exubérance et leur énergie.
Il n'y a pratiquement pas de windlings dans Barsaive où alors ils sont tellement petits et discrets qu'on ne les voit pas.

### Les disciplines
Les joueurs incarnent des adeptes de diverses disciplines magiques : guerriers, archers, nécromanciens, élémentalistes, cavaliers, mages, maître des bêtes, pourfendeur d'horreurs (voir paragraphe après). Ces apprentis-héros partent en quête de gloire et de fortune en combattant les Horreurs qui subsistent dans le monde et en empêchant les Therans de reconquérir Barsaive.

## Le monde fictionnel
Nous sommes plusieurs milliers d'années avant notre ère, en un pays nommé Barsaive qui semble être à l'emplacement de l'Ukraine actuelle.
Ce monde connaît des variations cycliques de la magie. Lors du dernier pic, des monstres innommables, les Horreurs, ont envahi la Terre. Les gens ont alors dû se réfugier dans des forteresses, les Cairns, derrière des protections magiques dont le secret a été dévoilé par les mages du puissant Empire Théran qui domine le Sud.
Cinq siècles après, dans un monde qui se remet tout juste du Fléau, ce temps durant lequel les Horreurs ont tout ravagé, les Héros se battent pour défendre les populations des monstres qui rôdent encore et empêcher le terrible Empire Théran de réduire à nouveau les peuples libres en esclavage. Maintenant, il a deux endroits qui sont très dangereux : Parlainth, la cité interdite, qui s'est faite ravagée par les horreurs pendant le Fléau car ses habitants n'avaient pas pratiqué un rituel assez puissant pour les retenir. Le deuxième endroit est Blood Wood car, comme expliqué ci-dessus, les elfes sont corrompus. 
Car encore aujourd'hui des Horreurs hantent les campagnes et les montagnes, massacrant des villages entiers et corrompant la terre, les villes aussi tremblent sous les menaces insidieuses de ces démons d'outre-monde.
Les horreurs peuvent être partout, mais, souvent, elles attirent les gens qui passent dans son entourage pour les marquer et pour pouvoir les suivre à la trace 
D'un jour à l'autre les armées puissantes du Grand Empire Théran viendront réclamer leur « dû », le tribut que les Théran ont extorqué en échange des Rituels de Protection : l'esclavage de la quasi-totalité de la population de la province de Barsaive.
Des Écorcheurs Orques, des Écumeurs du Ciel et autres bandits et brigands profitent du chaos pour voler et piller sans être inquiétés par les autorités disparates et désunies de la province.
Seuls les nouveaux Héros, adeptes des disciplines magiques, s'opposent à ces dangers, chassent les Horreurs, contrent les avancées des armées Théranes et protègent les populations des déprédations des maraudeurs et des pillards.
Les pourfendeurs d'horreurs 
Les pourfendeurs d'horreurs sont des gens qui chassent et tuent des horreurs, et, un jour, meurent contre une horreur trop forte pour eux. Il y en a souvent à Parlainth. Les pourfendeurs d'horreurs sont solitaires et ne sont pas très sociables. 
Les passions 
Les passions sont des êtres divins (l'équivalent des dieux grecs) qui faisaient régner la paix dans Barsaive. Sauf que, pendant le Fléau, trois passions ont été corrompues et, maintenant, ce sont les représentants du mal. 
Les passions de Barsaive sont : Chorolis-passion du commerce, Erendis-passion de la connaissance, Astendar-la passion de l'amour, de l'art et de la musique, Floranuus-la passion de l'énergie et de la vie, Garlen-la passion de la guérison, Jaspree-la passion de la nature, Lochost-la passion de la liberté et de la rébellion, Mynbruje-la passion de la justice, Thystonius-la passion du conflit physique et des valeurs, Upandal-la passion de la construction, Vestrial et Raggok 
Les trois passions corrompues sont : Dis, devenue la passion de la confusion et de l'esclavage, Raggok, devenue la passion de la jalousie et de la vengeance et enfin Vestrial qui est devenue la passion de l'assassinat et de la manipulation.

## Histoire éditoriale

### Première édition
La première édition est parue en 1993, publiée par FASA Corporation ; elle a été traduite en français et publiée par Jeux Descartes en 1996. La gamme s'est arrêtée en 1996 au milieu de la parution d'une campagne de dimension épique, Prelude to War en raison de difficultés financières.

### Deuxième édition
La seconde édition est parue en 2001, produite par Living Room Games. Quelques changements sont apportés aux niveaux des pouvoirs et de la magie en général.

### Édition Classic
Des fans déçus par la nouvelle mouture ont créé une seconde édition à eux appelée Earthdawn Classic. Cette édition paraît en 2005, éditée par Redbrick limited, et est traduite en français par Black Book Éditions en 2009.

### Troisième édition
Cette édition de 2009, également géreé par Redbrick limited, est dans le prolongement des règles de l'édition classic, une revue des disciplines est la principale différence avec l'édition classique.

### Quatrième édition
Cette édition reprise par FASA fait l'objet d'un financement participatif sur Kickstarter en janvier 2014. La version électronique (PDF) du Manuel du joueur (Player's Guide) est parue le 22 février 2015 et la version papier est sortie en mai.

### ÉditionThe Age of Legend
Cette édition, parue en parallèle de la quatrième édition est publiée par Vagrant Workshop sous licence FASA Corporation. Le livre Earthdawn : The Age Of Legend, est paru initialement en version électronique (PDF) et version papier le 15 avril 2016.
Le principal ajout de cette édition est l'abandon du Step System pour un système plus simple orienté vers l'histoire.

## Romans
Publié par Fleuve noir de 1997 à 1999 :
- #1 - L’Anneau de la mélancolie (1997), par Christopher Kubasik, L’Éveil de la magie #1
- #2 - La Voix de la sorcière (1997), par Christopher Kubasik, L’Éveil de la magie #2
- #3 - Souvenir empoisonnés (1997), par Christopher Kubasik, L’Éveil de la magie #3
- #4 - Cicatrices (1998), par Caroline Spector, La Trilogie des immortels #1
- #5 - Petits Trésors (1998), par Caroline Spector, La Trilogie des immortels #2
- #6 - Temps sans fin (1998), par Caroline Spector, publié comme le dix-huitième tome de la série littéraire situé dans l'univers de Shadowrun
- #7 - Le Cairn perdu (1998), par Nigel Findley
- #8 - Le Linceul de folie (1999), par Carl Sargent & Marc Gascoigne

Publié par Blackbook : 
- #1 - Les Ombres noires du passé (2009), par Hank Woon
- #2 - Crépuscule sans fin (2010), par Hank Woon